# Пристрасност потврђивања
Пристрасност потврђивања је тенденција људи да трагају за информацијом која потврђује њихов унапред већ постављени став. Пристрасност потврђивања је можда најмоћнија и најраспрострањенија когнитивна пристрасност и због тога је веома важно разумети је на прави начин. Према историјској употреби појма, људи имају навику да бирају специфичне аспекте изложених информација које укључују у своју мисао. Ови избори се врше на основу њихових перспектива, уверења, ставова и одлука.

## Увод
Пристрасност потврђивања је тенденција да се примети, прихвати и запамти информација која се појавила и која подржава неко наше уверење a да се у потпуности занемаре информације које су контрадикторне нашим уверењима. Са друге стране, то није покушај да манипулише неким чињеницама или да се чињеница или прича промени. Пристрасност потврђивања је више као несвесна пристрасност. Ова грешка у нашем размишљању константно ради у позадини нашег ума како би поткопала рационлани процес размишљања.
Пристрасност потврђивања делује заједно са многим другим предрасудама и процесима. Има толико информација у свету, свакодневно се сусрећемо са разним догађајима, људима и подацима. Наши мозгови су сјајни у обрађивању тих података у смислене обрасце, а када их видимо, помислимо: „Које су шансе? Ово не може бити случајност, тако да додатно потврђује моје уверење.” Свакако, шансе су велике, могућност да наиђете на нешто што потврђује ваше уверење је готово извесна, с обзиром на број могућности. На овај начин, пристраност потврђивања усклађена је са откривањем података и препознавањем узрока.

### Примери пристрасности потврђивања
- Замислите послодавца, госпођу Смит која је запослила новог радника о коме има високо мишљење. Замислимо и да он није компетентан за то радно место. Могуће је да она неко време то и не примећује пошто остали људи у компанији одрађују посао новог радника. Могуће је да госпођа Смит буде импресионирана овим радником уколико примети да на пример никада није закаснио на посао.
- Или замислите спортисту који верује да му одређени пар чарапа доноси срећу и због тога их носи на свакој утакмици. Он можда памти само време док је побеђивао у тим чарапама, а заборавља изгубљене утакмице у тим истим чарапама.

## анализа
Фактор који потврђује пристрасност је, на пример, употреба ad hoc или post hoc анализа. Често одлучујемо након што се сусретнемо са информацијом да она потврђује наше уверење, а нове податке претворимо у потврду. Можемо назвати ову субјективном валидацијом, тенденцијом да се користе субјективни критеријуми да би се потврдила наша претходна веровања.

## Пристрасност пожељности
Постоји још један тип пристрасности близак пристрасности потврђивања а то је пристрасност пожељности. Mи смо пристрасни према информацијама које подржавају оно што желимо да буде истинито, тим пре ако у то већ верујемо. У истраживању из 2016. године које је спроведено непосредно пред изборе, Бен Трапин и његов колега психолог испитали су људе за ког кандидата навијају да победи. Затим су им предочили нове податке о анкетирању у корист једног кандидата или другог. Људи који су били анкетирани били су спремнији да прихвате анкетне податке који су фаворизирали кандидата којег су они желели да победи, а не кандидата за којег су веровали да ће заиста победити. Потврђивање њихових жеља било је снажније од потврђивања њихових уверења.

## Ефекат количине информација
Према истраживању Фишера и Шулц-Харта 2008., количина информација релевантних за одлуке којима су учесници били изложени имала је значајан ефекат на њихове нивое пристрасности потврђивања. Група којој су дате само две информације о доношењу одлуке имале су мање нивое пристрасности потврђивања од друге групе која је имала десетак информација за процену. Селективна изложеност преовладава код појединаца и група људи и може утицати на одбијање нових идеја или информација које нису пропорционалне првобитном идеалу. Истраживање је показало да у ситуацијама као што је ова, појединац постаје више сумњичав за своју почетну одлуку због недоступности ресурса. Они почињу да мисле да нема довољно података и доказа у оној области о којој им је речено да донесу одлуку. Субјекат зато постаје критичнији у односу на свој почетни процес размишљања и фокусира се на одлучно-усклађене и одлучно-неусклађене изворе. За групу која је имала много информација, овај фактор их је учинио сигурним у првобитну одлуку јер су се осећали задовољно због чињенице да је њихова тема била добро подржана великим бројем ресурса.

## Утицај на одлучивање
Пристрасност потврђивања може утицати на одлуке које људи доносе као појединци или као групе, јер можда нису вољни да промене своја гледишта и веровања било колективно или сами. Историјски пример катастрофалних ефеката пристрасности потврђивања и његових ефеката на групну динамику је серија догађаја који су довели до инвазије у Заливу свиња 1961. године. То је био покушај инвазије наоружаних кубанских избеглица у Јужној Куби који су планирале и финансирале САД и означила је врхунац америчких акција усмерених против Кубе.
Ова слика, која се може видети као млада жена или старија жена, служи као пример како се појединци могу одлучити другачије да гледају на исту слику. Према теорији селективне експозиције, људи имају тенденцију да траже верзију стимуланса на који желе бити изложени, као што је облик стимуланса са којим су већ упознати. То је разлог зашто ће свако ову слику видети како он жели.

## Медији
Скорија истраживања су показала веома важне практичне доказе да постоји јак утицај пристрасности потврђивања медија на велики део популације захваљујући масовним медијима. Такође су истраживања показала да ће појединац тражити оне програме који одговарају његовим емотивним и когнитивним потребама. Особа ће тражити лек у медијима. Примери за ово су разне економске кризе када је особа под нарочитим утицајем медија које користи за испуњавање своје природно јаке потребе за срећом, као и за смањење свог хроничног незадовољства спољашњим околностима као и за задовољавање своје потребе за дружењем.
Tелевизија је најпознатији извор пристрасности потврђивања у модерном друштву. Потрошачи теже да изаберу онај садржај у медијима који открива и потврђује њихове сопствене идеје док избегавају информације које се косе са њиховим мишљењем. На избор музике такође утиче ова врста селективне изложености. Истраживање из 2014. године вођено од стране Крисе Л. Тејлор и Роналда С. Фридмена са SUNY Универзитета у Албанији, показало је да човек у зависности од свог расположења бира музику коју ће слушати. Људи који су учествовали у истраживању су бирали веселу музику када су осећали љутњу или су се осећали неутрално у емотивном смислу, а слушали су тужну музику када су и сами били тужни. Овакав избор тужне музике у складу са тужним расположењем потиче не толико од тога да рефлектује осећање кроз музику него више као резултат његове или њене аверзије да слуша веселу музику која је у потпуности у супротности са њиховим расположењем.

## Паранормалне појаве и пристрасност потврђивања
Пристрасно потврђивање се готово стално користи за објашњење паранормалних појава.
На пример: замислите да сте претурајући по књигама пронашли омиљени роман, нека то буде Ана Карењина од Толстоја. Сутрадан прочитате у часопису који случајно прелиставате причу о Ани Карењини, а пола сата након тога, гле чуда, на телевизији се приказује филм — ‘Ана Карењина’. Следећег дана наиђете на емисију о Лаву Толстоју. Заиста чудно и помало застрашујуће. Да ли универзум жели да ми нешто поручи? Заправо не. Ово се назива илузија учесталости. У ствари све остале информације сам игнорисао и формирао веровање да се заиста све што је везано за роман Ана Карењина узастопно јавља с неким разлогом. Могло би се рећи да сам потајно прижељкивао и подсвесно селективно прихватао само информације које су везане за роман — Ана Карењина. Са ове тачке гледишта пристрасно потврђивање је филтер који нам служи да видимо само такву реалност која се поклапа са нашим очекивањима.
Илузије учесталости су честе. Тако уколико желим да купим модел аутомобила који ми се допада, свугде на улици ћу видети баш тај модел, а запоставити све друге. Уколико сам заљубљен, све песме које читам и слушам ће ми деловати као песме о љубави.

## Закључак
Моћ пристрасности потвђивања је у томе што неуморно ради у позадини, филтрира огромне количине података, све док не добијемо уверљиву илузију да докази подржавају наше уверење. Може бити невероватно тешко уздрмати веровање које је подржано огромном конструкцијом пристрасности потврде. То би подразумевало признање да смо у потпуности погрешили у вези нечега у шта смо били сигурни да је тачно, јер смо управо видели превише доказа који нису у нашу корист. Може бити узнемирујуће схватити колико смо рањиви на такве предрасуде, али то је неопходан корак који води ка критичком размишљању.